# Kilojoule Radio
Kilojoule Radio (senere Radio Holberg) var en talkradio på Vestsjælland. Programfladen bestod af klassisk musik og faktaudsendelser. 